# Chine aux Jeux olympiques d'hiver de 1994
La Chine est représentée par 24 athlètes aux Jeux olympiques d'hiver de 1994 à Lillehammer.

## Médailles

### Or
Aucune médaille d'or n'a été remportée par la délégation chinoise lors de ces Jeux olympiques.

### Argent
| Sport                  | Discipline  | Sportifs     | Performance |
| Médailles d'argent : 1 |             |              |             |
| Short-track            | 500m femmes | Zhang Yanmei |             |

### Bronze
| Sport                   | Discipline        | Sportifs  | Performance |
| Médailles de bronze : 2 |                   |           |             |
| Patinage de vitesse     | 1000m femmes      | Ye Qiaobo |             |
| Patinage artistique     | Individuel femmes | Chen Lu   |             |